# Poço de cobras
Poço de cobras ou Cova das serpentes é um método de execução e era muito utilizado na antiguidade.

## História
Um método simples de execução, porém, perigoso em sua elaboração, pois a necessidade de juntarem-se dezenas de serpentes venenosas e deixá-las irritadas e mal alimentadas poderia matar os carrascos mais desavisados e descuidados.
Após os preparativos iniciais serem concluídos, bastava lançar a vítima ao poço e deixar que os animais rastejantes concluíssem o serviço, quando irritadas a ponto de um número maior de picadas acabassem matando o condenado por alta intoxicação resultante de enorme quantidade de veneno injetado no sangue.